# Pla de pensions
Un pla de pensions és un producte d'estalvi a llarg termini que té un caràcter finalista, és a dir, està dissenyat per a cobrir determinades contingències, principalment la jubilació. Es constitueix de forma voluntària, i la seva finalitat és proporcionar als partícips prestacions econòmiques en cas de jubilació, viduïtat, supervivència, orfandat, incapacitat permanent, dependència, malaltia greu, atur de llarga durada i defunció. Aquestes prestacions depenen del capital aportat i dels rendiments obtinguts pel fons de pensions en el que s'integra el pla de pensions. Les prestacions dels plans tenen caràcter privat i són complementàries (mai substitutives) de les pensions públiques.

## Elements
Els elements personals dels plans de pensions són:
- Subjectes constituents
  - Promotor del pla. Qualsevol empresa, societat, entitat, corporació, associació o sindicat que promogui la seva creació o participi en el seu desenvolupament.
  - Partícips. Persones físiques per a qui es crea el pla, amb independència de que facin o no aportacions.
- Beneficiaris. Les persones físiques amb dret a percebre les prestacions hagin estat o no partícips.

Els fons de pensions són patrimonis, sense personalitat jurídica, creats per a donar cumpliment als plans de pensions que s'hi integren. Estan constituïts per les aportacions dels partícips dels plans integrats en el fons més els rendiments obtinguts en les seves inversions.Comptaran amb unes entitats promotores, que seran les que instin i participin en la constitució del Fons.

## Modalitats de plans i fons de pensions

### Segons els seus subjectes constituents
Els plans de pensions es poden classificar en funció de qui siguin els seus promotors i partícips.
| Pla                | Pla                                     | Pla                           | Classe de fons              |
| Modalitat          | Promotor                                | Partícips                     | Classe de fons              |
| Sistema d'ocupació | Empresa, societat, corporació o entitat | Empleats del promotor         | Fons de pensions d'ocupació |
| Sistema associat   | Associació o sindicat                   | Associats, membres o afiliats | Fons de pensions personals  |
| Sistema individual | Entitat de caràcter financer            | Persones físiques             | Fons de pensions personals  |

### Segons les seves obligacions
Els plans de pensions presenten les següents modalitats en funció de les seves obligacions:
- Plans d'aportació definida. L'import de les aportacions dels partícips o les contribucions dels promotor de plans d'ocupació està predeterminat.
- Plans de prestació definida. L'import de les prestacions a percebre pels beneficiaris està predeterminat.
- Plans mixtes. El seu objecte és, simultània o separadament, la quantia de la prestació i la quantia de la contribució. Comprenen:
  - Els plans en que, tenint definida la quantia de les aportacions, es garanteix l'obtenció d'un tipus d'interès mínim o determinat en la capitalització de les mateixes, o una prestació mínima.
  - Els plans que combinen l'aportació definida per a alguna contingència, col·lectiu o subplà, amb la prestació definida per una altra o altres contingències, col·lectius o subplans.

Els plans dels sistemes d'ocupació i del sistema associat poden ser qualsevol de les modalitats anteriors. Tot i així, hi ha algunes excepcions, com la dels plans d'ocupació de promoció conjunta que, excepte en alguns casos, han de ser d'aportació definida per a la contingència de jubilació.
Els plans del sistema individual poden ser únicament de la modalitat d'aportació definida.

### Segons els seus processos d'inversió
Segons els seus processos d'inversió, els fons de pensions es classifiquen en:
- Fons de pensions tancat. Instrumenta exclusivament la inversió dels recursos del pla o plans de pensions adscrits.
- Fons de pensions obert. Canalitza i desenvolupa, juntament amb la inversió dels recursos del pla o plans adscrits, la inversió dels recursos d'altres fons de pensions de la seva mateixa categoria. Han de tenir un patrimoni mínim de 12 milions d'euros.

## Categories
El criteri de classificació dels plans de pensions vindrà determinat per la vocació inversora del fons on s'integri el pla.
En funció de la seva vocació inversora, els fons de pensions es classifiquen en les següents categories:

### Renda fixa a curt termini
No inclou actius de renda variable, ni derivats amb subjacents diferents de la renda fixa.
La duració mitjana de la cartera serà inferior o igual a dos anys.

### Renda fixa a llarg termini
No inclou actius de renda variable, ni derivats amb subjacents diferents de la renda fixa.
La duració mitjana de la cartera serà superior a dos anys.

### Renda fixa mixta
Menys del 30% de la cartera en actius de renda variable.

### Renda variable mixta
Entre un 30% i un 75% de la cartera en actius de renda variable.

### Renda variable
Més del 75% de la cartera en actius de renda variable.

### Garantits
Tenen una garantia externa d'un rendiment determinat, atorgada per un tercer.